# 韦尔河
韦尔河（法語：Vair，法語發音：[vɛʁ]）是法国大東部大區孚日省的河流，是默兹河的右支流，长65.3千米。